# Astragalus oxyphysus
Astragalus oxyphysus är en ärtväxtart som beskrevs av Asa Gray. Astragalus oxyphysus ingår i släktet vedlar, och familjen ärtväxter. Inga underarter finns listade i Catalogue of Life.

## Bildgalleri

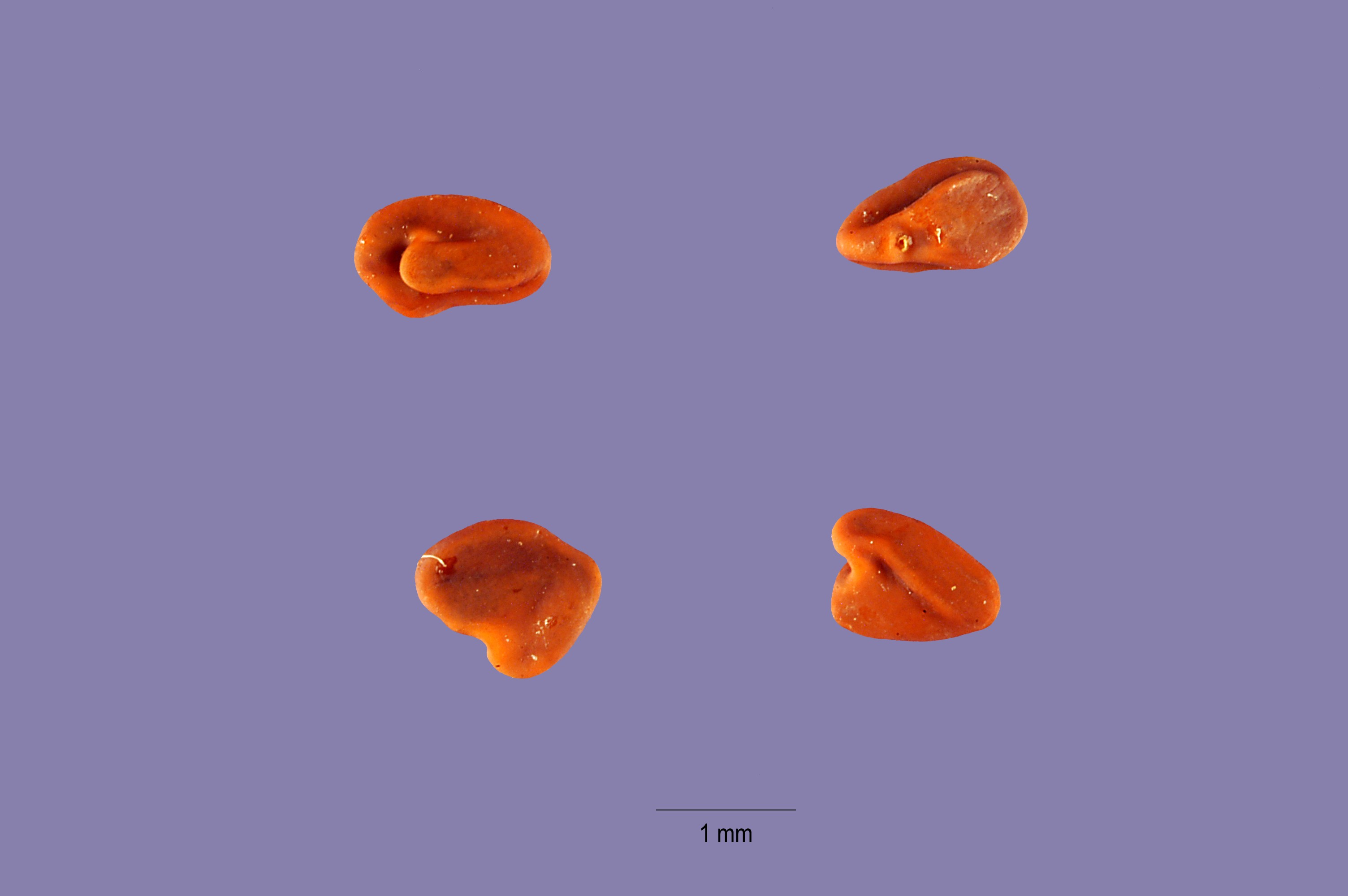